# Mamikon Jachatrian
Mamikon Jachatrian (en armenio: Մամիկոն Խաչատրյան; Ereván, 18 de febrero de 2007) es un deportista armenio que compite en gimnasia artística. Ganó una medalla de plata en el Campeonato Europeo de Gimnasia Artística de 2025, en la prueba de caballo con arcos.

## Palmarés internacional
| Campeonato Europeo | Campeonato Europeo | Campeonato Europeo | Campeonato Europeo |
| Año                | Lugar              | Medalla            | Prueba             |
| ------------------ | ------------------ | ------------------ | ------------------ |
| 2025               | Leipzig (Alemania) | Medalla de plata   | Caballo con arcos  |